# Клюев, Михаил Михайлович
Михаи́л Миха́йлович Клю́ев (укр. Михайло Михайлович Клюєв; род. 28 марта 1960) — исполняющий обязанности министра внутренних дел Украины с февраля по март 2010 года. Генерал-полковник милиции.

## Биография
Родился 28 марта 1960 года в посёлке городского типа Анна в Воронежской области.
После обучения в школе и профессионально-техническом училище служил в войсках ПВО.
В органах внутренних дел с 1987 года. В 1989 году окончил Харьковский юридический институт.
Службу в органах внутренних дел начал милиционером патрульно-постовой службы милиции Шахтерского ГОВД. Дальше работал на должностях участкового инспектора милиции, оперуполномоченного отдела по борьбе с хищениями социалистической собственности, заместителя начальника городского отдела (ГО).
В 1993 году был назначен начальником Кировского ГО, потом — начальником Шахтёрского ГО.
В 1999 году исполнял обязанности заместителя начальника УМВД Украины в Донецкой области — начальника следственного управления.
С октября 2000 года — начальник Мариупольского ГУ УМВД Украины в Донецкой области.
С февраля 2005 года — начальник ГУМВД Украины в Донецкой области.
26 декабря 2007 года назначен на должность первого заместителя Министра внутренних дел Украины.
24 февраля 2010 года постановлением Кабинета Министров Украины назначен исполняющим обязанности Министра внутренних дел Украины.
В ноябре 2013 года назначен руководителем секретариата Конституционного суда Украины.